# Diekholzen
Diekholzen is een gemeente in de Duitse deelstaat Nedersaksen, en maakt deel uit van het Landkreis Hildesheim. Diekholzen telt 6.358 inwoners.

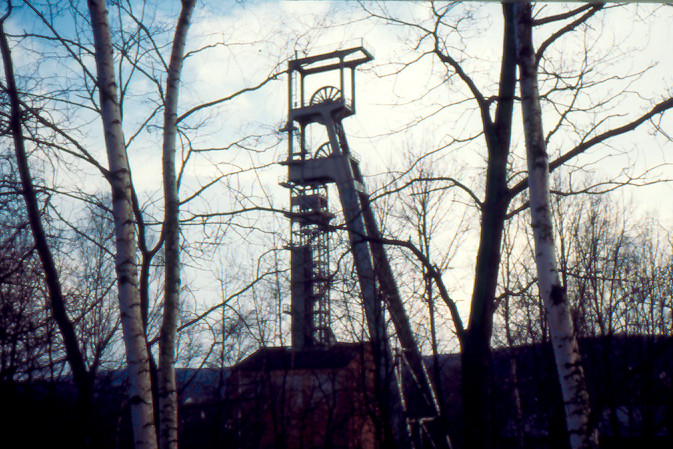
Het schachtframe van de Hildesia mijn (afgebroken in 2004)

Van 1897 tot 1930 en van 1937 tot 1959 was de Hildesia kalimijn in Diekholzen in bedrijf. Het werd in reserve gehouden tot 1992 en daarna gesloten. Een deel van de installaties deed tijdens de Tweede Wereldoorlog dienst als munitiefabriek. De meeste gebouwen zijn gesloopt.
- Gemeinsame Normdatei: 4104286-4
- Virtual International Authority File: 236836414
- WorldCat: E39PCjwRMDrPhTbHWqhWr87QC3

Adenstedt ·
Alfeld (Leine) ·
Algermissen ·
Almstedt ·
Bad Salzdetfurth ·
Banteln ·
Betheln ·
Bockenem ·
Brüggen ·
Coppengrave ·
Despetal ·
Diekholzen ·
Duingen ·
Eberholzen ·
Eime ·
Elze ·
Everode ·
Freden (Leine) ·
Giesen ·
Gronau (Leine) ·
Harbarnsen ·
Harsum ·
Hildesheim ·
Holle ·
Hoyershausen ·
Lamspringe ·
Landwehr ·
Marienhagen ·
Neuhof ·
Nordstemmen ·
Rheden ·
Sarstedt ·
Schellerten ·
Sehlem ·
Sibbesse ·
Söhlde ·
Weenzen ·
Westfeld ·
Winzenburg ·
Woltershausen